# Gare de Fussa
La gare de Fussa (福生駅, Fussa-eki) est une gare ferroviaire de la ville de Fussa, à Tokyo au Japon. Elle est exploitée par la compagnie JR East.

## Situation ferroviaire
La gare est située au point kilométrique (PK) 9,6 de la ligne Ōme.

## Historique
La gare est inaugurée le 19 novembre 1894.

## Service des voyageurs

### Accueil
La gare dispose d'un bâtiment voyageurs, avec guichets, ouvert tous les jours.

### Dispositions des quais
- Ligne Ōme :
  - voie 1 : direction Ōme et Okutama
  - voie 2 : direction Haijima, Tachikawa, Shinjuku et Tokyo